# Definiowanie
Definiowanie – czynność, którą podejmuje się w celu ustalenia, jakie znaczenie posiada w danym języku dane wyrażenie. Zabieg taki najczęściej znajduje zastosowanie w następujących czterech przypadkach:
1. jeśli dane wyrażenie językowe należy do słownika danego języka, ale nie znamy w ogóle jego znaczenia;
2. jeśli dane wyrażenie językowe należy do słownika danego języka, ale jego znaczenie nie jest jasne, tzn. nie potrafimy jednoznacznie wskazać zbioru desygnatów tego pojęcia, a zatem znamy tylko niektóre jego znaczenia i chcemy poznać jego pozostałe znaczenia;
3. jeśli dane wyrażenie językowe należy do słownika danego języka, znamy jego znaczenie, ale chcemy je zmienić;
4. jeśli dane wyrażenie językowe nie należy do słownika danego języka i chcemy je tam wprowadzić.

Realizacja jednego z wymienionych czterech zabiegów ma na celu sformułowanie wypowiedzi o określonym kształcie, w której informuje się o znaczeniu danego wyrażenia językowego drogą wskazania innego wyrażenia przynależącego do danego języka i posiadającego w danym języku to samo znaczenie co wyrażenie, którego znaczenia poszukujemy. Wypowiedź tego typu określana jest mianem definicji.